# Convention de la société civile ivoirienne

logo officiel du CSCI

La Convention de la société civile ivoirienne (CSCI) est une coalition organisationnelle ivoirienne créée en janvier 2003 au départ par la Ligue ivoirienne des droits de l'homme en réponse à la crise politico-militaire en Côte d'Ivoire  qui a débuté en octobre 2002. Puis, elle s'est renforcée en 2005 pour représenter l'ensemble des citoyens ivoiriens. Elle a pour but de faire participer les forces vives aux objectifs de la Côte d'Ivoire et de réunir l'ensemble des ivoiriens autour du projet de la nation.
La CSCI est dotée depuis le 15 février 2008 d'une charte de 38 articles définissant la composition et le fonctionnement de la convention. La CSCI est composée de l'ensemble des organisations représentant le peuple ivoirien (centrales syndicales, ONG, partis politiques, chefferies traditionnelles, organisations religieuses). Elle comprend au total 132 structures nationales. 
Sa mission est de rebâtir la Côte d'Ivoire, mettre en place un nouveau contrat social, assurer la stabilité politique et une démocratie participative, et mettre en place un contrat de développement économique. Le coordonnateur de la Convention de la société civile ivoirienne est Patrick N’Gouan. Son slogan officiel est « Agir ensemble et bâtir durablement ».

## Mission

### Stabilité politique et démocratie
Selon Patrick N'Gouan, coordinateur du CSCI, «Quand on compte uniquement sur l’élite politique en écartant l’ensemble des forces vives de la nation, on n’a jamais réussi à envoyer une paix durable dans les pays»

## Organisation

### Membres

#### Organisation professionnelles
N'importe quoi